# Динко Друшковић
Динко Друшковић (XIV век — XV век) био је сликар из Дубровника.

## Биографија
Динко Друшковић је имао радионицу у очевој кући, у коју је 1392. примио за ученика Ратка, сина Радана Прибојевића. Бавио се бојењем соба и салона дубровачке властеле, а 1398. осликао је просторије у кући Марина Гундулића.